# Annona deceptrix
Annona deceptrix este o specie de plante angiosperme din genul Annona, familia Annonaceae. A fost descrisă pentru prima dată de Lübbert Ybele Theodoor Westra, și a primit numele actual de la H. Rainer. A fost clasificată de IUCN ca specie în pericol. Conform Catalogue of Life specia Annona deceptrix nu are subspecii cunoscute.